# UCI-BMX-Racing-Weltcup 1998
Beim UCI-BMX-Racing-Weltcup 1998 wurden durch die Union Cycliste Internationale die Weltcupsieger im BMX-Rennsport ermittelt.

## Ablauf
Hatte es in den beiden ersten Jahren des Weltcups vier bzw. drei Läufe gegeben, so bestand die dritte Ausgabe aus einem einzigen, der am 18. und 19. Juli im australischen Geelong stattfand; organisiert wurde er auf dem Gelände des Bellarine BMX Club. Es sind nur die Sieger dieser Läufe bei den Männern und Frauen übermittelt:
- Männer:  Dennis Labigang
- Frauen:  Rachael Marshall

Unbekannt ist, ob es wie in den Vorjahren ein Junioren-Klassement gab.